# 严碧涯
严碧涯（1921年—1999年），曾用名严灏，女，浙江慈溪人，中国结核病专家，曾任北京市结核病研究所研究员、博士生导师。